# 宗正寺
宗正寺（そうせいじ）は、王朝時代の中国の官署である。九寺のひとつ。
漢代の宗正を起源とする。北斉のときに大宗正寺が置かれ、宗室の属籍を管掌した。唐代には、宗正寺の長官は宗正寺卿といい、その官位は従三品とされた。次官は宗正寺少卿といい、その官位は従四品上とされた。その下に宗正寺丞（従六品上）2人・宗正寺主簿（従七品上）1人・宗正寺録事（従九品上）1人が置かれた。